# Emmetten

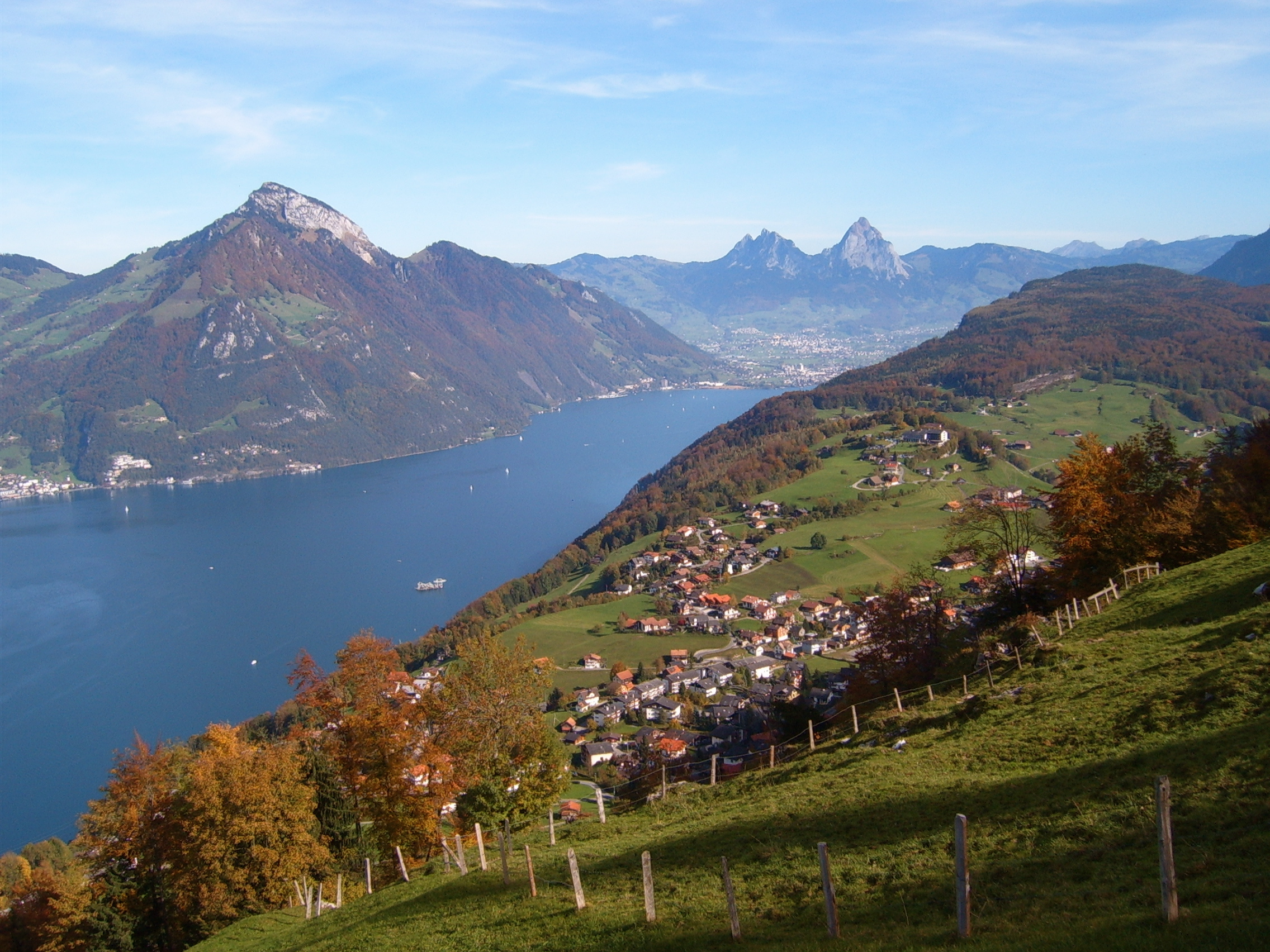
Emmetten

Emmetten este un oraș în Elveția.